# المرسوم الملكي 27 يوليو 1887
المرسوم الملكي 27 يوليو 1887 هو قانون موقّع من قِبل الملك ليوبولد الثاني ملك بلجيكا، المالك الخاص دولة الكونغو الحرة آنذاك. ينص القانون على إنشاء نظام نقدي للدولة الحرة وإدخال عملة محلية تسمى الفرنك الكونغولي، بقيمة مجموعة تقدر بـ 1/3100 من كيلو من الذهب الخالص 90٪. نص المرسوم على صك 20 فرنكًا من الذهب و5 و2 و1 فرنك وكذلك 50 سنتيمترا من الفضة، و10 و5 و2 و1 سنتيمترا من النحاس يتميز بثقب في الوسط. وبموجب المرسوم المؤرخ 27 أغسطس 1906، صكت عملات معدنية من 20 و10 و5 سنتيمتات من النيكل النحاسي مع وجود ثقب في الوسط. لم يتم سك العملة الذهبية من 20 فرنك، وبالتالي لم يتم تداولها، على عكس جميع الفئات الأخرى. تم ضرب العملات الفضية التي تحمل صورة ليوبولد الثاني على العملات النحاسية والنحاس والنيكل والنحاس، وتم استبدال صورة الملك من حرف واحد مزدوج التاج من ليوبولد الثاني خمس مرات.
صدر هذا المرسوم بعد 5 أشهر بالضبط من المرسوم الملكي الصادر في 27 فبراير 1887م المتعلق بالكيانات التجارية، والذي وفر إطار عمل قانوني لإنشاء شركات لأداء أعمال ذات طبيعة تجارية، والإجراءات التي اتخذتها هذه الشركات أثناء القيام بأعمال تجارية في ولاية الكونغو الحرة.
يتتبع القانون التجاري الحالي لجمهورية الكونغو الديمقراطية معظم أصوله من هذا المرسوم.